# Chemiré-en-Charnie
Chemiré-en-Charnie is een gemeente in het Franse departement Sarthe (regio Pays de la Loire) en telt 203 inwoners (1999). De plaats maakt deel uit van het arrondissement La Flèche.

## Geografie
De oppervlakte van Chemiré-en-Charnie bedraagt 11,4 km², de bevolkingsdichtheid is 17,8 inwoners per km².
De onderstaande kaart toont de ligging van Chemiré-en-Charnie met de belangrijkste infrastructuur en aangrenzende gemeenten.

## Demografie
Onderstaande figuur toont het verloop van het inwonertal (bron: INSEE-tellingen).

## Foto's

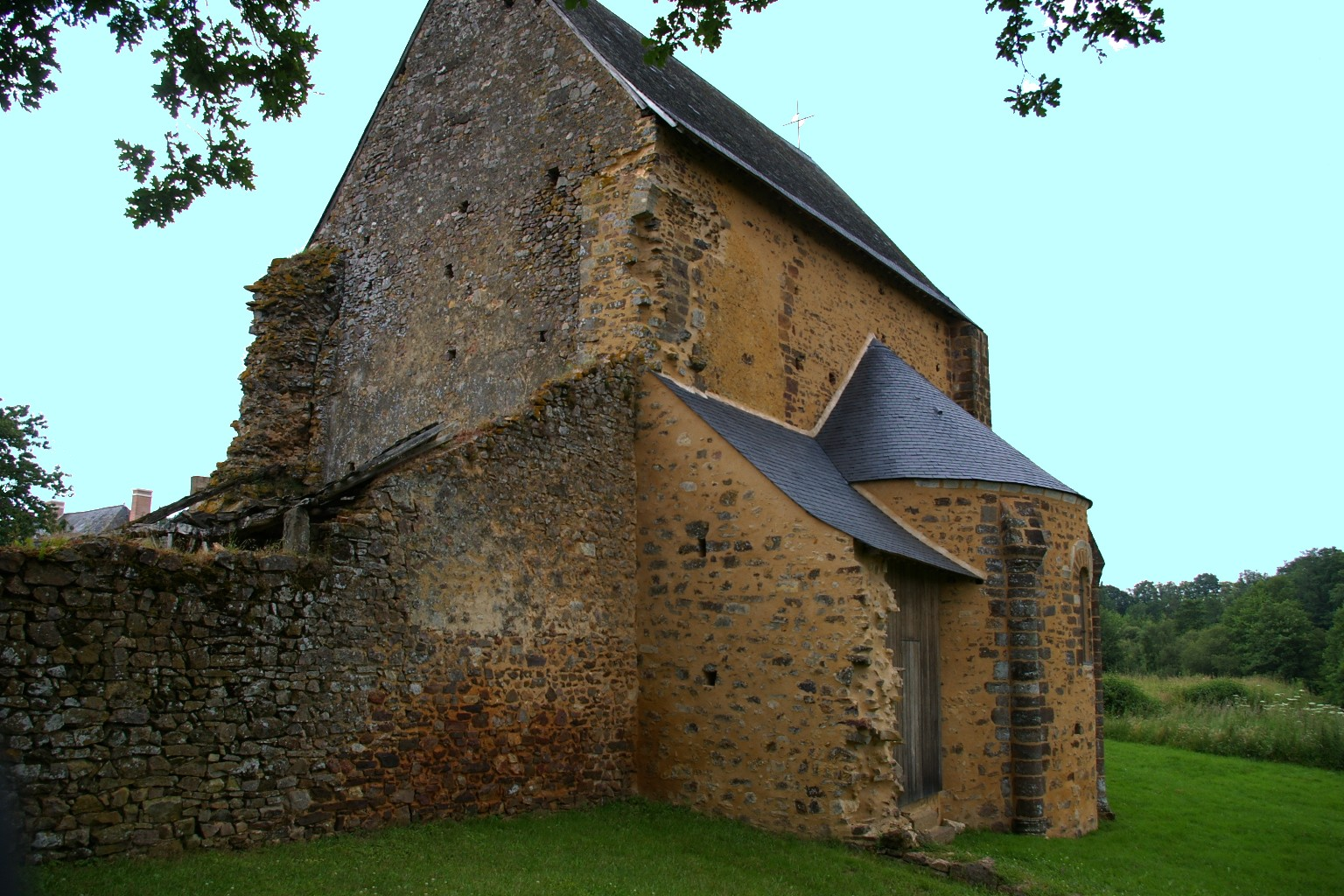
Abdij
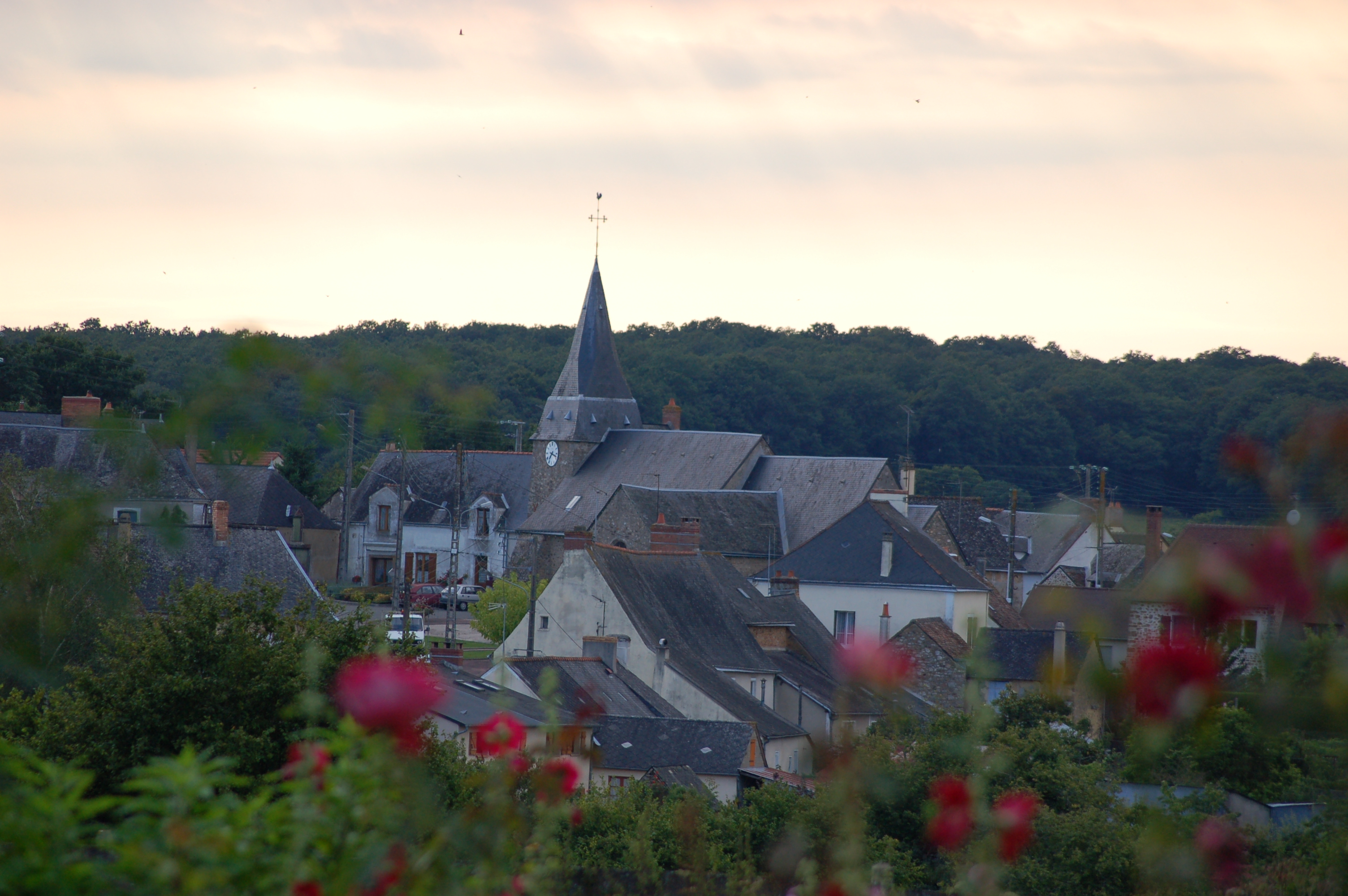
Uitzicht

1. ↑  Populations de référence 2022.